# Alvelos
Alvelos ist eine Gemeinde (Freguesia) im nordportugiesischen Kreis Barcelos. In ihr leben 2010 Einwohner (Stand 19. April 2021).

## Einzelnachweise

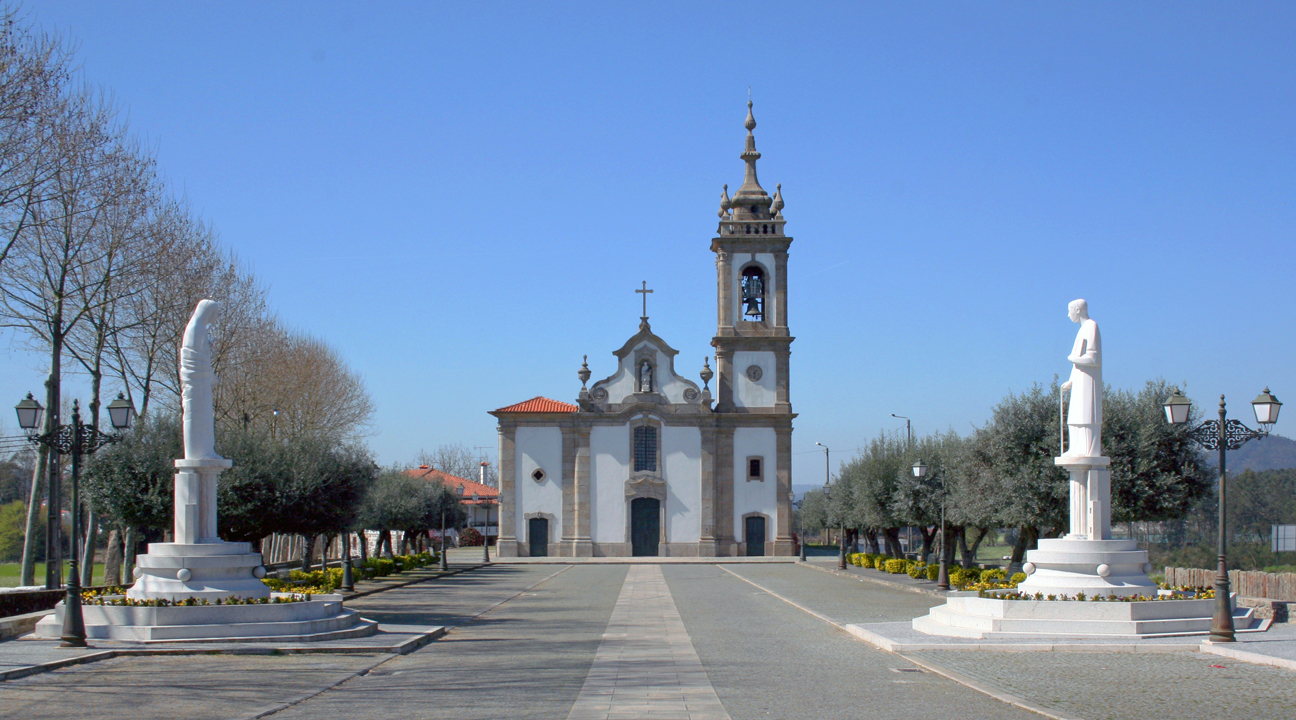
Igreja de Alvelos